# Сесил, Элизабет
Элизабет Сесил (англ. Elizabeth Cecil; 1578 — 3 января 1646) — английская аристократка, дочь Томаса Сесила, 1-го графа Эксетера, жена сэра Уильяма Хаттона, а позже сэра Эдварда Кока. Фрейлина королевы Англии Анны Датской.

## Биография
Элизабет Сесил родилась в 1578 году в семье Томаса Сесила, 1-го графа Эксетера, и Дороти Невилл. В начале 1590-х годов она вышла замуж за сэра Уильяма Ньюпорта из Ханнигема, Уорикшир, взявшего фамилию своего дяди по матери сэра Кристофера Хаттона (лорда-канцлера королевы Елизаветы). 12 марта 1597 года леди Элизабет овдовела. К ней сватался сэр Фрэнсис Бэкон, но она отвергла это предложение и 6 ноября 1598 года вышла за сэра Эдварда Кока. Вопреки церковным установлениям, венчание прошло во второй половине дня и не в церкви, а в частном доме. Из-за этого все участники церемонии позже были привлечены к ответственности, и сэру Эдварду пришлось ходатайствовать о королевском помиловании.
Леди Элизабет была на 26 лет моложе своего второго мужа и отличалась вспыльчивым характером, что создавало большие проблемы в браке. К 1604 году отношения между супругами испортились окончательно из-за прав на поместье Хаттон — вдовью долю леди Элизабет после первого замужества. В этот спор пришлось вмешаться королю Якову I, но Коки так и не помирились.
При дворе Якова, занявшего английский престол в 1603 году, леди Элизабет смогла занять видное положение. Она и её муж совершили поездку в Шотландию сразу после смерти королевы Елизаветы, и леди Кок сумела понравиться жене Якова Анне Датской. Она стала фрейлиной, в последующие годы приняла участие в ряде придворных маскарадов. После смерти королевы в 1619 году леди Элизабет осталась при дворе. В июне 1623 года она совершила поездку в Гаагу, чтобы встретиться с чешской королевой Елизаветой (дочерью Якова I).
Леди Элизабет умерла 3 января 1646 года.

## Семья
Во втором браке леди Элизабет родила двух дочерей, Фрэнсис и Элизабет. Младшая умерла незамужней, старшая в в 1617 году стала женой Джона Вильерса (впоследствии виконта Пурбека), брата королевского фаворита короля Джорджа Вильерса, 1-го герцога Бекингема. Это стало причиной ещё одной супружеской ссоры: леди Элизабет была против брака (предположительно потому, что Вильерса считали сумасшедшим) и без ведома мужа отослала дочь в отдалённое поместье, под надзор своих родственников, намереваясь позже обручить её с Генри де Вером, 18-м графом Оксфордом. Позже сэр Эдвард нашёл дочь и выдал за Вильерса. Брак оказался катастрофически неудачным и в 1621 году распался, виконтесса позже родила сына от сэра Роберта Говарда.